# Северножемайтский диалект

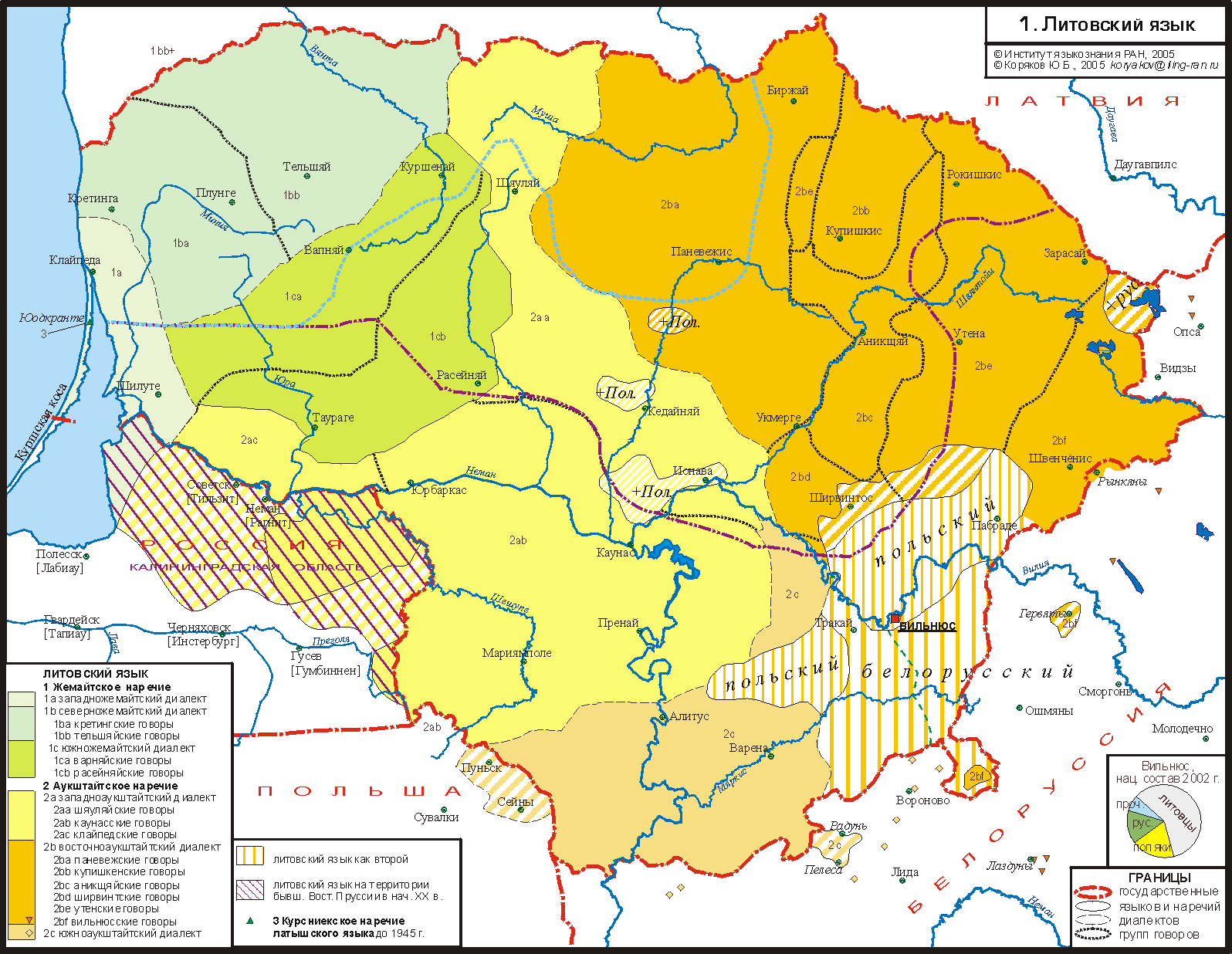
Ареал северножемайтского диалекта на карте распространения литовского языка (по данным классификации 1964 года)

Северножема́йтский диале́кт (лит. šiaurės žemaičiai, латыш. ziemeļžemaišu izloksne; самоназвание šiaurės zemaitiskai) — один из диалектов литовского языка, распространённый в северо-западной части территории Литовской республики. Входит вместе с западножемайтским и южножемайтским диалектами в состав жемайтского (нижнелитовского) наречия, которое противопоставляется аукштайтскому (верхнелитовскому) наречию, включающему западноаукштайтский, восточноаукштайтский и южноаукштайтский диалекты.
Традиционно носители северножемайтского диалекта называются по произношению слова «хлеб» (лит. литер. dúona, северножем. douna) — до́унининки (самоназвание — dounininkai).

## Классификация
В состав северножемайтского диалекта включают следующие группы говоров:
- кретингские говоры (лит. kretingiškiai) — распространены в северо-западной Жемайтии;
- тельшяйские говоры (лит. telšiškiai) — распространены в северной Жемайтии.

## Область распространения
Область распространения северножемайтского диалекта охватывает центральную и северо-западную часть историко-этнографической области Жемайтия, бывшую территорию расселения племени куршей.
Согласно современному административно-территориальному делению Литвы, ареал северножемайтского диалекта занимает центральную и северную часть территории Клайпедского уезда и центральную и северную часть территории Тельшяйского уезда.
Область распространения северножемайтского диалекта на севере граничит с ареалом латышского языка, на востоке — с ареалом шяуляйских говоров западноаукштайтского диалекта. С юго-востока и юга к ареалу северножемайтского диалекта примыкает ареал варняйских говоров южножемайтского диалекта, с юго-запада — ареал западножемайтского диалекта.

## Диалектные особенности
Классификация диалектов жемайтского наречия основана на фонетическом признаке, заключающемся в различных результатах развития дифтонгоидов /u͜o/, /i͜e/.
В северножемайтском диалекте /u͜o/ развился в гласную [ọu], /i͜e/ развился в гласную [ẹi]: [dộuna] (лит. литер. dúona [dú͜ona]) «хлеб», [pệins] (лит. литер. píenas [p’í͜enas]) «молоко».
В западножемайтском диалекте произошёл переход /u͜o/ > [o], /i͜e/ > [ẹ], для южножемайтского диалекта характерно изменение /u͜o/ > [u·], /i͜e/ > [i·].
В северножемайтском ареале отмечается усиление общежемайтской тенденции передвижения ударения влево от исконного ударного, обычно на первый слог (šàkà (лит. литер. šakà) «ветка»; pàvažà (лит. литер. pavažà) «полоз»), иногда с сохранением второстепенного ударения. Также в северножемайтских говорах особенно сильно проявляется общежемайтская тенденция к выпадению или сокращению гласных в конечных слогах: [nèš] — глагол в форме 3-е лица будущего времени (лит. литер. nẽša [n’æ̅̃ša]) «будет нести»; [vi·rs] (лит. литер. výras [v’ī́ras]) «мужчина»; [a·kis] (лит. литер. ãkys [ā̃k’īs]) «глаза́»; [že·me] или [že·mẹ] или [že·mi] (лит. литер. žẽmė [ž’æ̅̃m’ē]) «земля».